# Džigoró Kanó
Džigoró Kanó (japonsky 嘉納 治五郎, Kanó Džigoró; 28. října 1860 Kóbe – 4. května 1938 Hikawa Maru) byl zakladatel moderního juda. Už ve škole si ho silnější spolužáci dobírali, protože nebyl moc silný. Takže se v dospělosti rozhodl, že vytvoří umění, ve kterém i málo úsilí může mít velký výsledek a vytvořil na základě džúdžucu judo. Po smrti mu byl udělen Řád vycházejícího slunce za jeho činy pro komunitu a jako prvnímu člověku 11. dan.

## Vyznamenání
- Řád vycházejícího slunce III. třídy – 4. května 1938[1]